# Ciboria rufofusca
Ciboria rufofusca är en svampart som först beskrevs av O. Weberb., och fick sitt nu gällande namn av Pier Andrea Saccardo 1889. Ciboria rufofusca ingår i släktet Ciboria och familjen Sclerotiniaceae.  Arten är reproducerande i Sverige. Inga underarter finns listade i Catalogue of Life.